# Apanthura stipa
Apanthura stipa är en kräftdjursart som beskrevs av Gary C.B. Poore och Lew Ton 1988. Apanthura stipa ingår i släktet Apanthura och familjen Anthuridae. Inga underarter finns listade i Catalogue of Life.